# Звуки.ру
«Звуки.ру» — российский музыкальный сайт. 
Сайт неоднократно становился лауреатом различных премий и конкурсов, в 2015 году входил в десятку самых цитируемых сайтов музыкальной тематики в Рунете, по версии «Яндекс.Каталога».

## История
Основателем проекта был программист Павел Анатольевич Соколов-Ходаков. Он родился в Москве 17 марта 1971 года; в подростковом возрасте изготовил свой первый компьютер и синтезатор. Окончив школу № 597, получил незаконченное высшее образование на факультете вычислительной математики и кибернетики МГУ, работал преподавателем и программистом. Вторым увлечением Ходакова после программирования была музыка. Он коллекционировал пластинки зарубежных исполнителей, собирал тексты песен; посещал квартирники, на которых делал снимки для подпольных журналов «Урлайт» и «Третья модернизация» и помогал распечатывать их в собственной ванной, где однажды был пойман и отвезён на Лубянку, после чего уволен с работы.
Его увлечение музыкой и веб-технологиями воплотились в музыкальном сайте, запущенном в октябре 1996 года по адресу www.music.ru у провайдера RiNet, директор которого Сергей Рыжков был приятелем Ходакова; 16 декабря 1996 состоялось официальное открытие сайта. 
На первоначальном этапе происходило пополнение фонотеки, представляющей собой файлы в формате Real Audio, и только спустя два года стали публиковаться статьи журналистов.
В начале 1997 года к работе над сервером подключается Соня Соколова, занявшая должность редактора и менеджера по маркетингу и ставшая супругой Ходакова. Павел и Софья познакомились с Дэвидом Даттой, программистом, участвовавшим в создании музыкальной базы All Music Guide, и тот присылал авторам необходимую информацию. 
Со временем у проекта появились программа на радио «Ракурс» и хит-парад в журнале «Столица», а на первую годовщину создания был проведён первый фестиваль сайта. 
К тому моменту его популярность выросла, и с 1998 года проект начал развивать рекламную деятельность. 
В апреле 1999 года он попал в финал конкурса «РОТОР» в номинации «Музыкальный сайт года».
В феврале 2000 года в прессе появились сообщения об угрозе закрытия Music.Ru. В открытом письме, опубликованном на сайте, авторы проекта рассказали о захвате домена со стороны компании Port.ru, которая была выбрана в качестве нового инвестора в сентябре 1999 года. По условиям договора она выкупала долю RiNet, получив при этом право администрирования домена, и в течение года должна была увеличить инвестиции, после чего считалась бы 50%-м совладельцем проекта с перспективой выкупа контрольного пакета у авторов. Однако Port.ru изменила условия сделки в одностороннем порядке, известив команду Music.Ru о том, что компания не нуждается в их услугах. На предложение разработчиков возвратить затраченную сумму компания Port.ru ответила отказом, после чего разработчики перенесли весь контент на домен www.zvuki.ru, где и начал работу 16 февраля 2001 года бывший персонал Music.Ru. В том же месяце проект под новым именем получил первую награду, заняв второе место на конкурсе «РОТОР++» в номинации «Музыкальный сайт года», а в мае победил в аналогичной номинации «РОТОРа».
26 октября 2002 года основатель «Звуков» Павел Соколов скончался. После его смерти портал возглавила Соня Соколова, остающаяся его бессменным главным редактором. 
В декабре 2006 года портал отметил 10-летие большим фестивалем, в котором приняли участие Земфира, группы «Вежливый отказ» и Vegomatic. 
В 2007 году на день Рождения портала каждый член редакции смог пригласить на фестиваль «персонального» музыканта из-за рубежа.

## Награды
| Год  | Награда                               | Категория                                   | Результат    |
| ---- | ------------------------------------- | ------------------------------------------- | ------------ |
| 1999 | РОТОР                                 | Музыкальный сайт года                       | Финал        |
| 2000 | РОТОР++                               | Музыкальный сайт года                       | Второе место |
| 2000 | РОТОР                                 | Музыкальный сайт года                       | Первое место |
| 2001 | РОТОР++                               | Музыкальный сайт года                       | Первое место |
| 2001 | РОТОР                                 | Музыкальный сайт года                       | Первое место |
| 2001 | Интел Интернет премия                 | Музыка                                      | Победа       |
| 2002 | РОТОР                                 | Музыкальный сайт года                       | Первое место |
| 2002 | РОТОР++                               | Музыкальный сайт года                       | Номинация    |
| 2002 | Золотой сайт (по федеральным округам) | Развлекательно-познавательный сайт > Музыка | Победа       |
| 2003 | РОТОР                                 | Музыкальный сайт года                       | Первое место |
| 2003 | Национальная интернет-премия          | Музыка                                      | Победа       |
| 2005 | РОТОР                                 | Музыкальный сайт года                       | Первое место |
| 2005 | РОТОР++                               | Музыкальный сайт года                       | Первое место |
| 2005 | РОТОР++                               | Проект год                                  | Финал        |
| 2006 | Золотой сайт                          | Тематический сайт > Музыка                  | Победа       |
| 2006 | Премия Рунета                         | Культура и массовые коммуникации            | Номинация    |
| 2007 | РОТОР                                 | Музыкальный сайт года                       | Победа       |
| 2007 | РОТОР++                               | Музыкальный сайт года                       | Третье место |
| 2007 | РОТОР++                               | Проект год                                  | Финал        |
| 2008 | РОТОР                                 | Архив года                                  | Номинация    |
| 2008 | Премия Рунета                         | Культура и массовые коммуникации            | Победа       |
| 2009 | РОТОР                                 | Музыкальный сайт года                       | Финал        |
| 2009 | Премия Рунета                         | Культура и массовые коммуникации            | Номинация    |
| 2010 | РОТОР                                 | Музыкальный сайт года                       | Номинация    |
| 2010 | Премия Рунета                         | Культура и массовые коммуникации            | Номинация    |